# Piotr z Prochowic
Piotr z Prochowic (niem. Peter von Parchwitz, żył w XIV w.) herbu Jeleńczyk – rycerz, władca na Książu.

## Życiorys

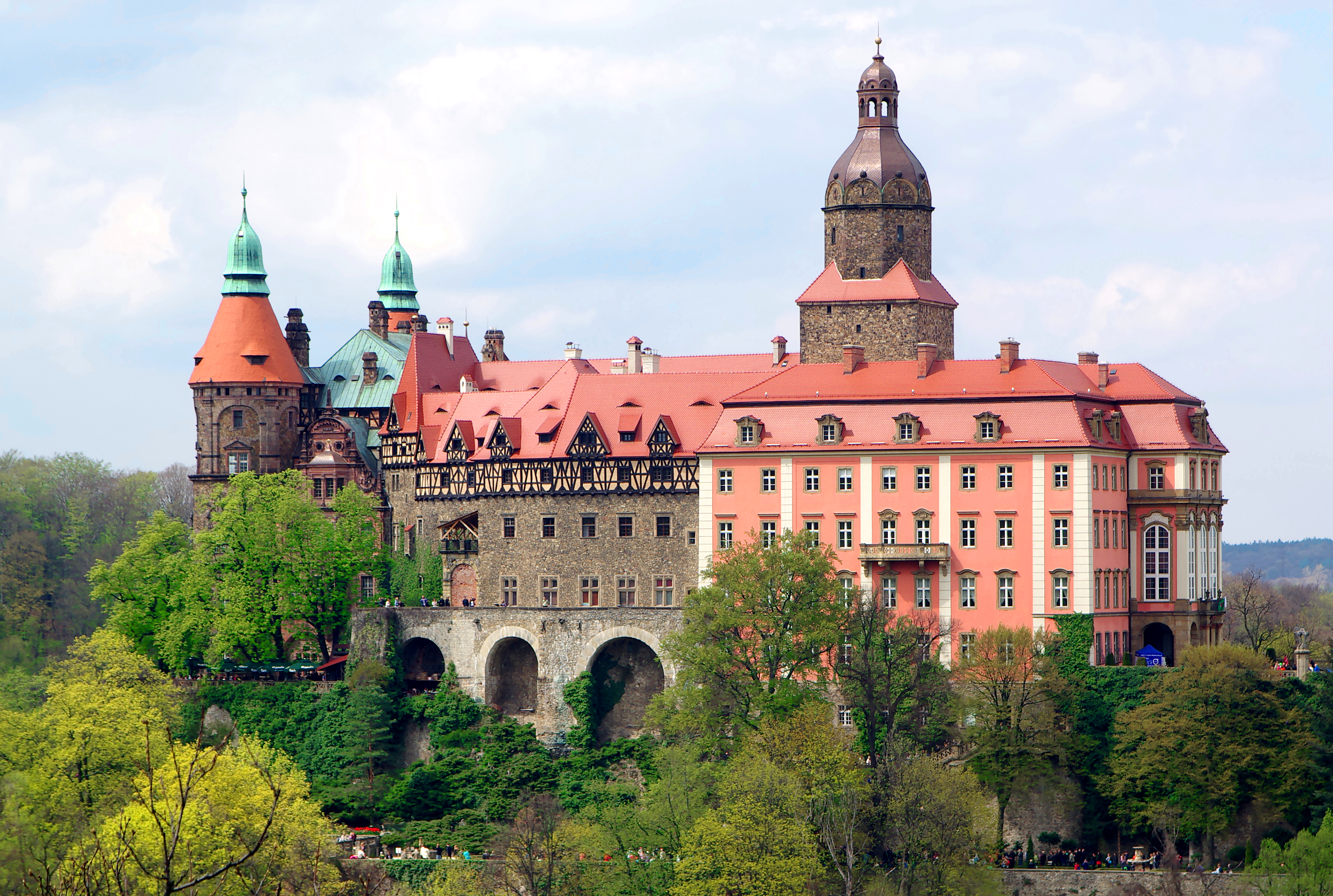
Zamek Książ, zdjęcie z 2016 roku

O Piotrze do czasów obecnych nie przetrwało zbyt wiele informacji. Wiadomo, że był jednym z następców Kekelona z Czirn, władcy Książa i rycerza, obalonego przez Bolka II. W historii Świebodzic członkowie rodziny von Parchwitz (pol. z Prochowic) po raz pierwszy pojawiają się w okolicach 1386 roku. 1 stycznia tego roku księżna świdnicka, Agnieszka, wystawiła w swojej kancelarii dokument, z którego wynika, że:

Pani Ilse (Elżbieta) von Parchwitz, żona Petera von Parchwitz, zrzeka się jakichkolwiek praw do zamku Książ wraz z miastem Świebodzice, na rzecz pana Bechnischa von Chussingka, jego spadkobierców naturalnych i lennych.

Dzięki owemu dokumentowi łatwo jest się również domyślić, że był w posiadaniu miasta Świebodzice i Książa już przed wydaniem owego dokumentu, czyli przed 1386 rokiem.
Korzeni rodu Piotra należy szukać w staropolskim rodzie Jeleni (Jeleńczyków), potwierdzeniem tego stwierdzenia jest jego pieczęć pochodząca z 1370 roku. Kolejnym argumentem jest jeden z jego krewnych, Iko Parchwitz, bywający na dworze książąt legnickich, w otoczeniu księcia Bolesława II Rogatki. Iko sprawował tam urząd palatyna miasta Legnicy.

### Życie prywatne
Wspomniany wyżej dokument księżnej Agnieszki wspomina o żonie Piotra, Elżbiecie z Prochowic.